# Gust of Wind
Gust of Wind is een nummer van de Amerikaanse muzikant Pharrell Williams uit 2014, in samenwerking met het Franse dj/producer-duo Daft Punk. Het is de vierde single van Girl, het tweede studioalbum van Pharrell Williams.

## Achtergrondinformatie
Op "Gust of Wind" bezingt Pharrell zijn liefde voor een vrouw die hem mentaal en emotioneel helemaal opbeurt. De tekst is geïnspireerd door Pharrells vrouw, model en ontwerpster Helen Lasichanh. Pharrell vertelde aan The Sun dat het nummer "in een droom" tot hem kwam. De track Pharrells "persoonlijke favoriet" op het album "G I R L", en tijdens de listening party van het album speelde hij het nummer twee keer.
Het was de vijfde keer dat Williams en Daft Punk samenwerkten; The Neptunes remixten in 2003 Harder, Better, Faster, Stronger voor het album Daft Club, Daft Punk werkte in 2010 mee aan het nummer Hypnotize U van N.E.R.D, en Williams zong in 2013 de nummers Get Lucky en Lose Yourself to Dance in voor Daft Punks studioalbum Random Access Memories. "Gust of Wind" is ook een nummer in de stijl van het album "Random Access Memories".
Het nummer flopte in Williams' thuisland de Verenigde Staten, maar in Daft Punks thuisland Frankrijk werd een bescheiden 32e positie gehaald. In Nederland bereikte het nummer de 4e positie in de Tipparade, en in Vlaanderen de 2e positie in de Tipparade.

## Tracklijst
- Muziekdownload

1. "Gust of Wind" - 4:47